# De doctrina christiana
De doctrina christiana is een werk van Augustinus van Hippo en bestaat uit vier boeken. De eerste drie hiervan gaan over de vinding van de stof (modus inueniendi), het vierde over de presentatie van de stof (modus proferendi).
Augustinus schreef De doctrina christiana in twee fasen. De boeken 1, 2 en een groot deel van boek 3 kwamen tot stand aan het begin van zijn loopbaan (in 397). De rest van boek 3 en boek 4 schreef hij aan het eind van zijn loopbaan (in 427).
Inhoud:
- Boek 1: Realiteiten
- Boek 2: Tekens
- Boek 3: Het oplossen van meerduidigheid in de Schrift
- Boek 4: Presentatie van de realiteiten

In 1998 is De doctrina christiana in het Nederlands vertaald door Jan den Boeft en Ineke Sluiter als Wat betekent de bijbel? en uitgegeven bij Ambo en Kritak.